# Plougrescant
Plougrescant (bretonisch Plougouskant) ist eine französische Gemeinde mit 1198 Einwohnern (Stand 1. Januar 2022) im Département Côtes-d’Armor in der Region Bretagne.

## Geografie
Plougrescant ist Teil der Côte de Granit Rose und die nördlichste Gemeinde des Departements Côtes-d’Armor und der Bretagne. Sie liegt auf einer kleineren Halbinsel, die westlich vom Ärmelkanal und östlich durch den Ästuar des Küstenflusses Jaudy begrenzt wird. Zur Gemeinde gehört die wenige Kilometer nordöstlich der Küste gelegene Île d’Er, eine kleine Insel in Privateigentum, die bei Ebbe fußläufig erreichbar ist.
Tréguier, Hauptort des gleichnamigen Kantons, ist rund zehn Kilometer südlich gelegen. Die südliche Nachbargemeinde von Plougrescant ist Plouguiel. Weiter westlich grenzt Plougrescant an Penvénan und im Osten, jenseits des Jaudy, liegt die Gemeinde Kerbors.

## Bevölkerungsentwicklung
Die Gemeinde verzeichnet seit dem Beginn des 20. Jahrhunderts einen kontinuierlichen Einwohnerrückgang. Während 1896 noch 2049 Bewohner gezählt wurden, waren es 1975 noch 1557 Einwohner. Auch seitdem setzte sich der Bevölkerungsschwund weiter fort.
| 1962 | 1968 | 1975 | 1982 | 1990 | 1999 | 2006 | 2016 |
| ---- | ---- | ---- | ---- | ---- | ---- | ---- | ---- |
| 1735 | 1644 | 1557 | 1556 | 1471 | 1402 | 1349 | 1202 |

## Sehenswürdigkeiten

### Baudenkmäler
Siehe: Liste der Monuments historiques in Plougrescant

### Kapellen
Sehenswert sind die Chapelle Saint-Gonéry und das Château de Kéralio, dessen Kapelle als Monument historique verzeichnet ist.

Deckengewölbe der Kirche Saint-Gonéry
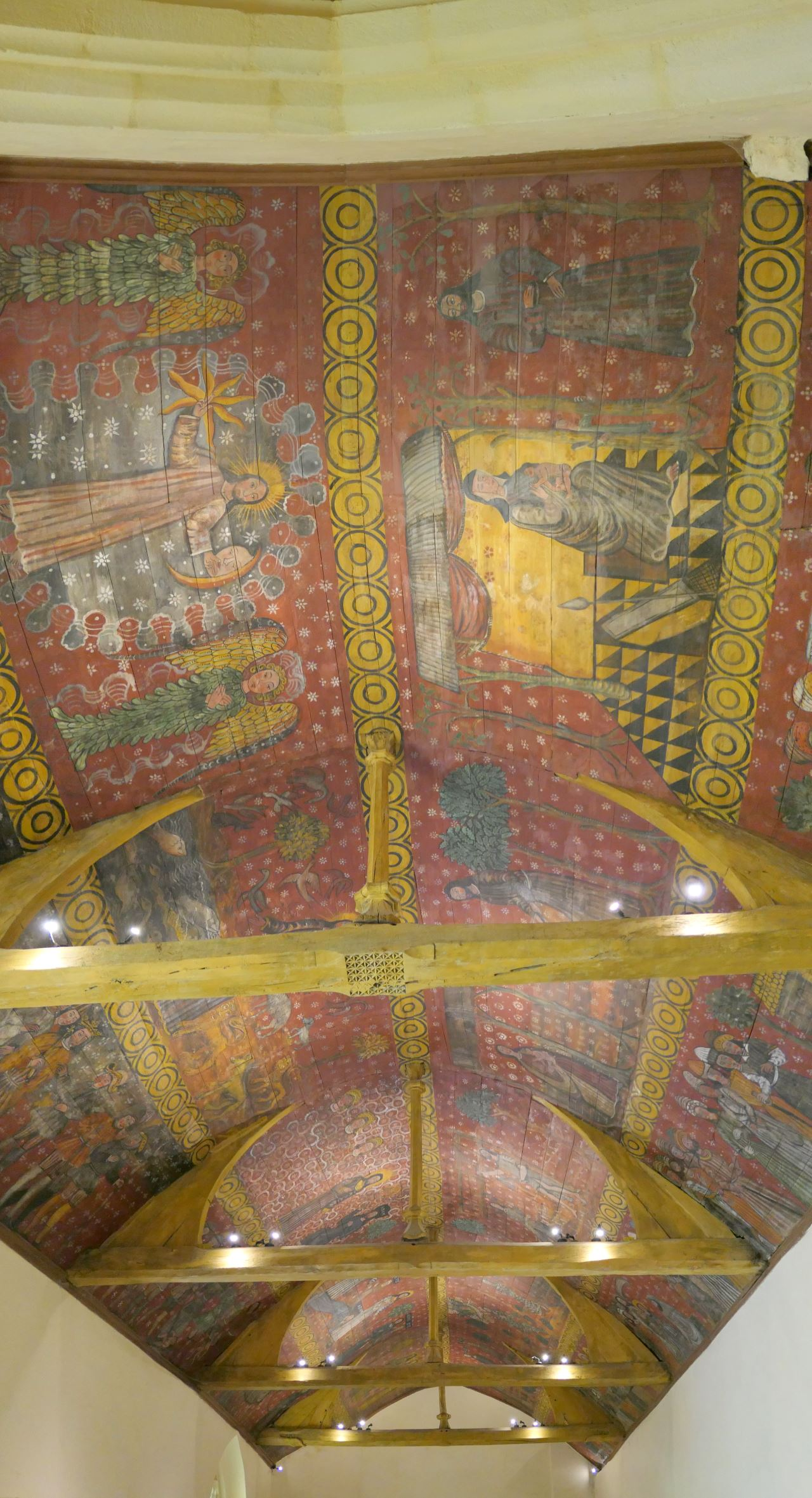
Entlang der Längsachse des tonnenförmigen Deckengewölbes
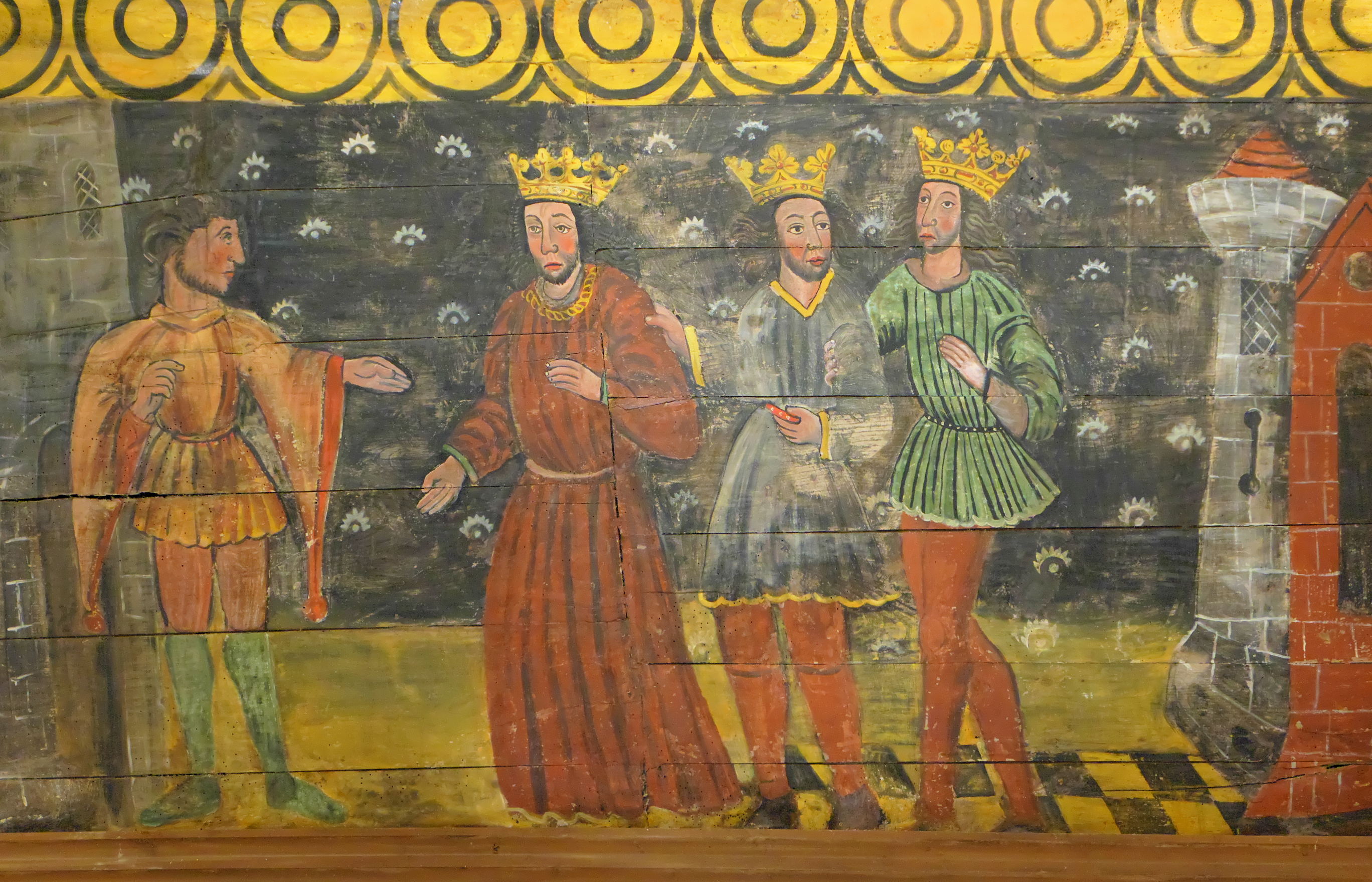
Szene Heilige Drei Könige
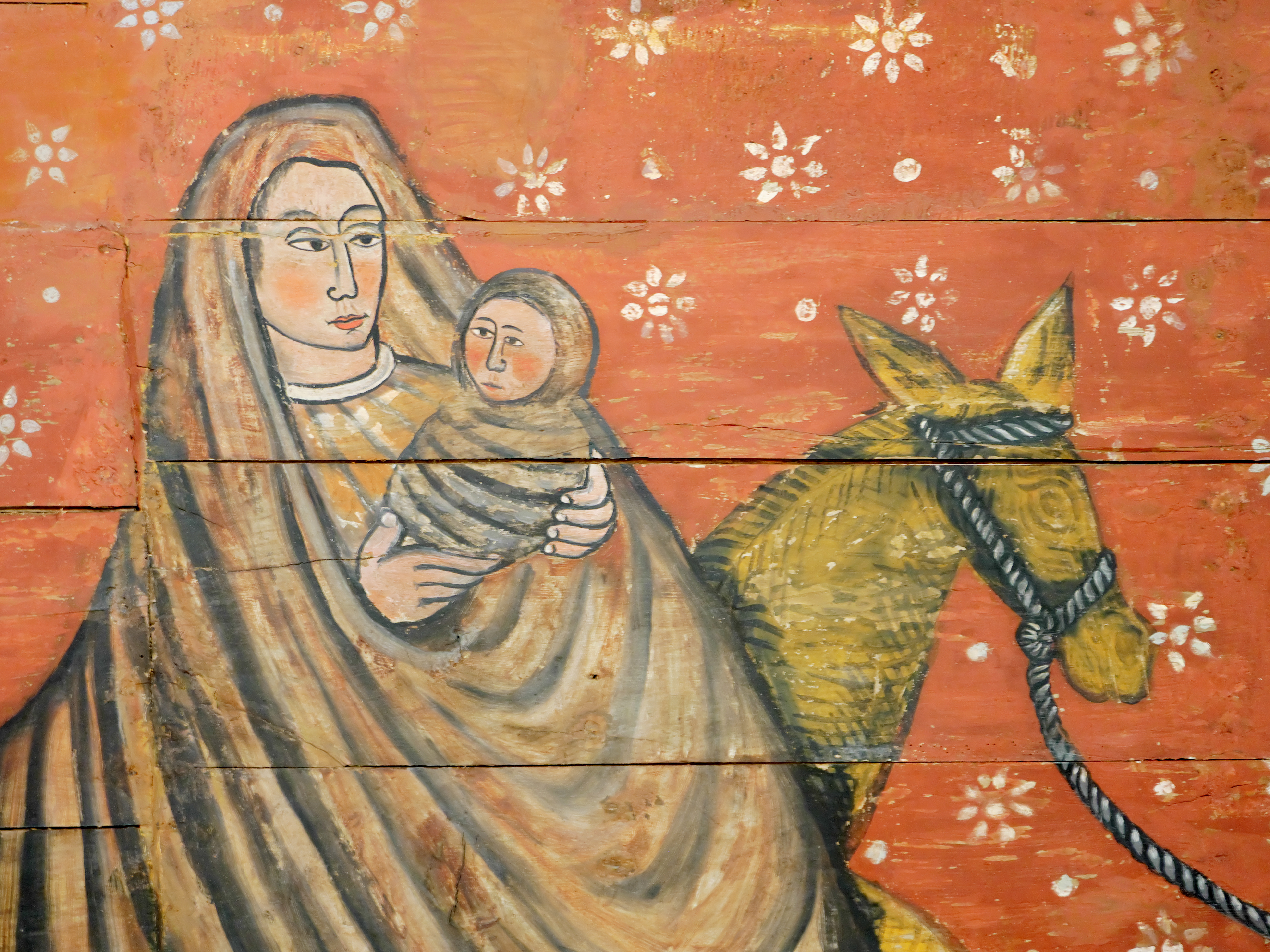
Detail der Szene Flucht nach Ägypten
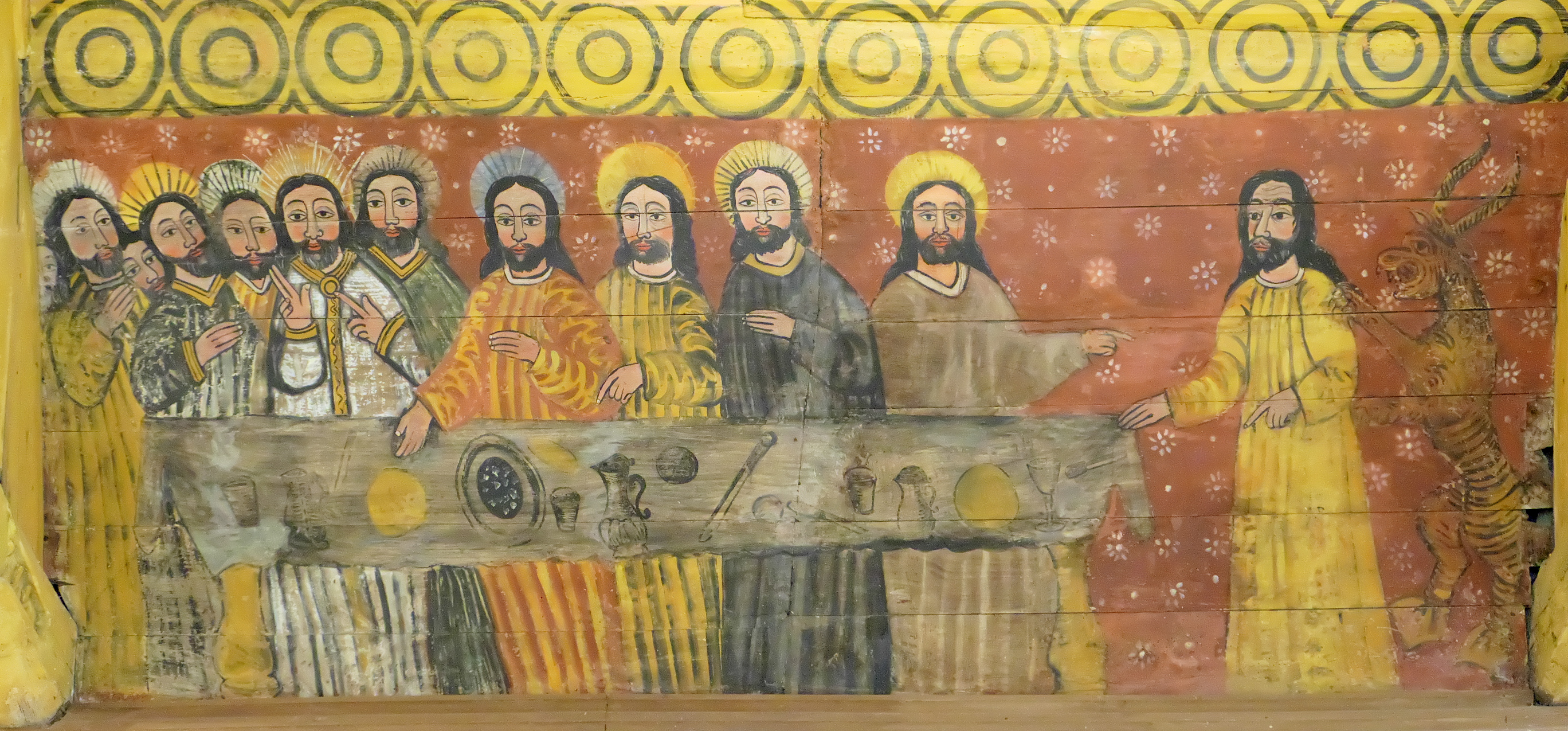
Szene Letztes Abendmahl
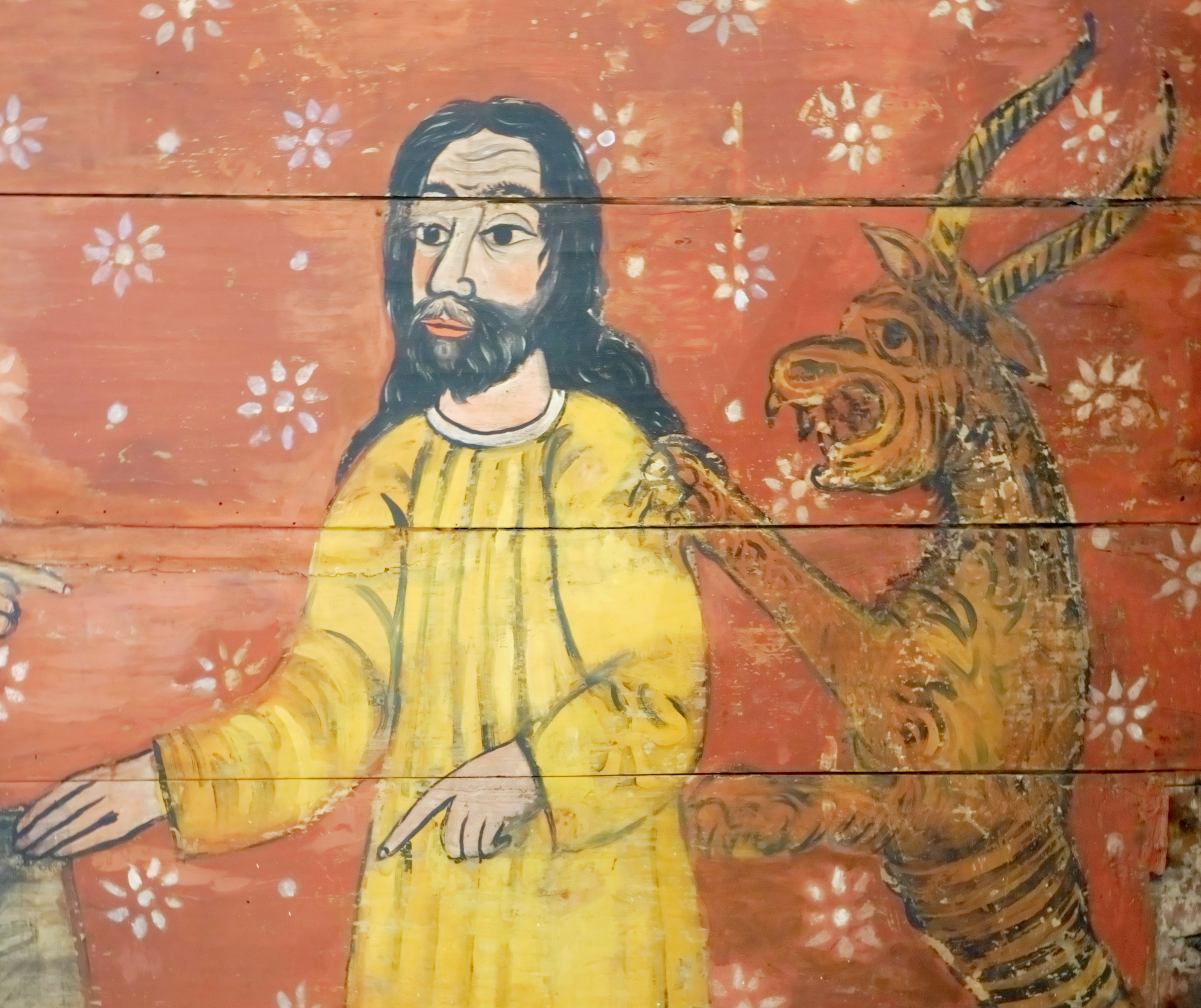
Detail der Szene Letztes Abendmahl

### Haus der Schlucht

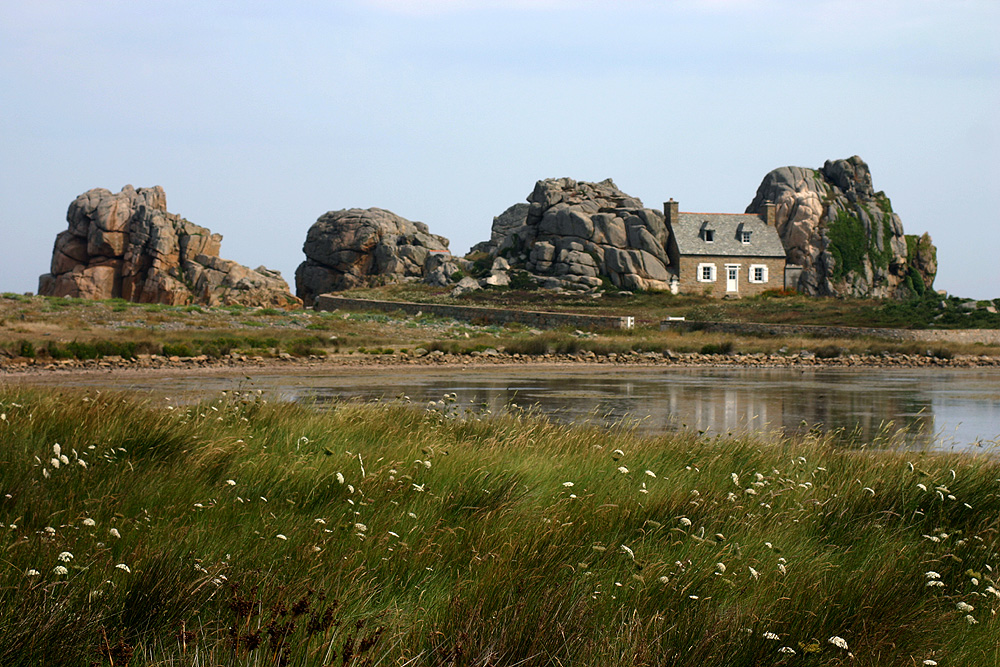
La Maison du Gouffre

Weltbekannt ist La Maison du Gouffre (zu deutsch: das Schlund-Haus), ein kleines Wohnhaus, das direkt an der Küste zwischen zwei riesigen, zerklüfteten Felsen erbaut wurde und den Eindruck erweckt, dazwischen eingeklemmt zu sein.

### Vorgelagerte Inseln
Landschaftlich interessant sind die Inseln Île de Pors Scaff und Île d’Er, die Landspitze Le Gouffre mit dem Pointe du Château sowie die Strände von Gouermel, Pors-hir und Pors scaff.